# Walter Dahn
Walter Dahn (Sankt Tönis, 8 oktober 1954 – Keulen, 7 november 2024) was een Duitse kunstschilder, fotograaf en musicus. Hij behoorde in het begin van de jaren 1980 tot de belangrijkste vertegenwoordigers van de 'jonge wilden' uit Duitsland. 

## Levensloop
Van 1971 tot 1979  studeerde Dahn aan de kunstacademie Düsseldorf. Hij studeerde bij Joseph Beuys en exposeerde zijn eerste werken bestaande uit tekeningen en installaties in diens legendarisch geworden lokaal 19 aan de kunstacademie in Düsseldorf. Van 1979 tot 1982 maakte hij deel uit van het kunstenaarscollectief Mülheimer Freiheit, waarvan ook Hans Peter Adamski, Peter Bömmels, Jiri Georg Dokoupil, Gerard Kever en Gerhard Naschberger lid waren. De jonge kunstenaars deelden een ateliergebouw gelegen aan een achterplaatsje aan de straat 'Mülheimer Freiheit' (nr 110) in Keulen. Hij verwierf eerste bekendheid met de tentoonstelling  Wenn das Perlhuhn leise weint in de Torhausgalerie.
In 1980 was het het werk van het kunstcollectief te zien bij de internationale galerie van Paul Maenz onder de titel Mülheimer Freiheit & interessante Bilder aus Deutschland.
In 1981 was zijn werk te zien tijdens de expositie Rundschau Deutschland. Vanaf 1981 publiceerde hij eigen muziek binnen de projecten Die Partei, Die Hornissen, #9 Dream en Slinky Gym School. 
In dat jaar was het werk van Dahn en zijn collega's ook te zien in het Groninger Museum onder Frans Haks onder de noemer Jonge Wilden. Zij werden in Nederland aanvankelijk vertegenwoordigd door galerie Helen van der Meij en later door de galerie van Riekje Swart in Amsterdam. In 1984 exposeerden Dahn en Dokoupil gezamenlijk hun werk in het Groninger Museum onder de titel Dahn & Dokoupil, Dusch- & Afrikabilder.
In 1982 was het werk van Dahn te zien op de documenta 7 in Kassel. In 1983-1984 vervulde hij tezamen met Dokoupil een docentschap aan de kunstacademie van Düsseldorf. Tot 1984 werkte hij samen met Dokoupil aan gemeenschappelijke schilderijen, Gemeinschaftsbilder. In 1984 nam hij deel aan de tentoonstelling Von hier aus – Zwei Monate neue deutsche Kunst in Düsseldorf. In 1994 maakte hij een reis door het zuiden van de Verenigde Staten. Van 1995 tot 2017 gaf hij les aan de kunstacademie van Braunschweig. 2003/2004 was zijn werk te zien op de tentoonstelling Obsessive Malerei – Ein Rückblick auf die Neuen Wilden in Karlsruhe. Walter Dahn woonde en werkte in Keulen. 
Dahn overleed op 7 november 2024 op 70-jarige leeftijd.

## Werken in musea (selectie)
- Groninger Museum, Groningen
- Weserburg Museum für moderne Kunst, Bremen
- Städtische Galerie Wolfsburg, Wolfsburg

## Discografie (selectie)
- 2004 Honig Und Dreck Walter Dahn & Hornissen, CD bij Farbe 1